# Martin St. Louis
Martin St-Louis (Laval, 18 giugno 1975) è un ex hockeista su ghiaccio canadese professionista che ha giocato nel ruolo di ala nella National Hockey League. Fino al 2014 ha giocato con i Tampa Bay Lightning, squadra di cui è stato uno dei capitani e con cui ha vinto la Stanley Cup 2004. Nella stessa stagione ha vinto l'Hart Memorial Trophy come miglior giocatore della regular season e l'Art Ross Trophy come miglior realizzatore, in fatto di punti, del campionato; ha bissato questo successo nella stagione 2012-2013.